# مذبحة غوغارك
مذبحة غوغارك  ( (بالأذرية: Quqark poqromu)‏ )كانت مذبحة موجهة ضد السكان الأذربيجانيين العرقيين في مقاطعة غوغارك (التي أصبحت الآن جزءًا من مقاطعة لوري) في جمهورية أرمينيا الاشتراكية السوفياتية، التي كانت آنذاك جزءًا من الاتحاد السوفيتي. قُتل ما لا يقل عن 18 شخصًا وربما يصل عددهم إلى 187 شخصًا، وفقًا لمصادر أرمينية رسمية، عندما قام الأرمن المحليون واللاجئون الأرمن من أذربيجان بالسخرية من الأذربيجانيين وقتلهم ونهبهم، كما نهبوا منازلهم.
كانت مذبحة الأذربيجانيين في غوغارك، والتي بدأت في مارس 1988، بمثابة رد على مذبحة سومغيت استمر اضطهاد الأذربيجانيين حتى فروا جميعهم من المنطقة. المذبحة هي واحدة من أعمال العنف العرقي في سياق نزاع مرتفعات قرة باغ، الذي تحول لاحقًا إلى حرب.

## خلفية

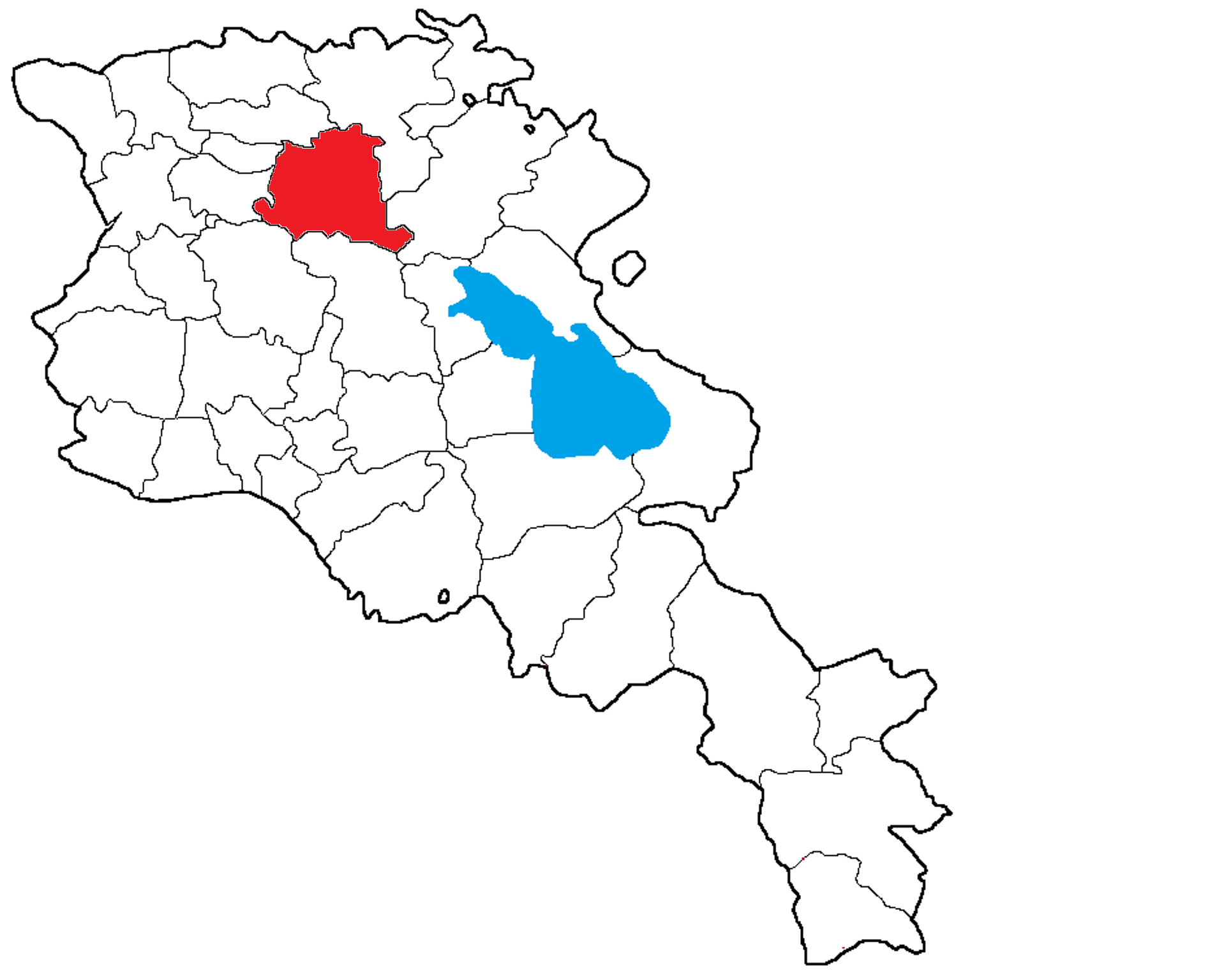
موقع منطقة غوغارك داخل جمهورية أرمينيا الاشتراكية السوفياتية.

منطقة غوغارك، التي يسميها الأذريون بـ بويوك جاراكيلسا (بالأذرية: Böyük Qarakilsə)‏، كانت إحدى مقاطعات جمهورية أرمينيا الاشتراكية السوفياتية، التي كانت آنذاك جزءًا من الاتحاد السوفيتي. كانت المنطقة تأوي الأذربيجانيين العرقيين الذين عاشوا بشكل مضغوط. بعد تفكك الاتحاد السوفيتي، أصبحت المنطقة جزءًا من جمهورية أرمينيا المستقلة، وتم تفكيكها وودمجها مع مقاطعة لوري.
في أعقاب المذبحة، تدفق اللاجئون الأرمن من كنجة إلى المنطقة عبر جورجيا. كانت التوترات بين الأرمن والأذربيجانيين في أرمينيا عالية، حيث كان كلاهما خائفًا من هجوم من الجانب الآخر.

## المذبحة
بدأت المواجهة العرقية بين الأرمن والأذربيجانيين في مارس 1988. هاجم الأرمن ونهبوا المنازل التي يسكنها أذربيجان، بينما سجلت السلطات المحلية حالات ضرب ونهب من قبل الأرمن ضد الأذربيجانيين، بما في ذلك في أماكن العمل. كما قام الأرمن بضرب تجار السوق الأذربيجانيين وسرقة منتجاتهم.
اندلع العنف ضد الأذربيجانيين العرقيين من خلال جمهورية أرمينيا الاشتراكية السوفياتية في نوفمبر 1988. وكان معظم القتلى في أعمال العنف في المناطق الشمالية من البلاد، بما في ذلك مقاطعة جوجارك. سخر الأرمن المحليون من الأذربيجانيين المحليين وهاجموهم وقتلوهم، وأحرقوا المنازل التي يسكنونها. على الرغم من أن السلطات السوفيتية حاولت حماية الأذربيجانيين المحليين، وحماية الطرق المؤدية إلى القرى المأهولة بأذربيجانيين بالجنود وضباط الشرطة، فقد تم طرد الأذربيجانيين المحليين تدريجياً من المنطقة، مع مرافقتهم من قبل السلطات. ومع ذلك، هاجم الأرمن أيضًا قوافل الأذربيجانيين الفارين.
كان العدد الرسمي للأذربيجانيين الذين قتلوا في قرية غوغارك الذي نشرته الحكومة الأرمينية الاشتراكية السوفياتية في ذلك الوقت أحد عشر،  بينما بلغ عدد القتلى من المدنيين الأذربيجانيين في وانادزور سبعة.
وفقًا للمؤرخ الأذربيجاني عارف يونس، قُتل 21 أذربيجانيًا في غوغارك. أعادت سفارة أذربيجان في المملكة المتحدة إصدار قائمة يونس في عام 2008. وكان الصحفي الأرميني ماني بابيان قد صرح بأن سبعة أذربيجانيين قتلوا في وانادزور، بينما تعرض الباقون للاضطهاد والنفي. زعمت مصادر رسمية أذربيجانية أن حوالي 100 أذربيجاني قتلوا في مارس 1988. علاوة على ذلك، تذكر المصادر الأذربيجانية أن 87 من أصل أذربيجاني لقوا مصرعهم في غوغارك في نوفمبر وديسمبر بشكل عام، بما في ذلك 21 في قرية أزنفادزور و 14 في قرية فارتانا و 7 في إطلاق نار على حافلة في غوغارك.
صرح الرئيس السابق لمزرعة جماعية في المنطقة، ستيبان أيفازيان، أن جثث القتلى في شاهوميان قد أحرقت حتى لا يمكن التعرف عليهم.

## رد فعل الحكومة
بعد مذبحة الأذربيجانيين في غوغارك، أفادت الإذاعة الأرمينية أن زعيم الحزب الشيوعي ورئيس البرلمان في منطقة غوغارك أظهروا «قُصر نظر سياسي»، وأن الحكومة السوفيتية أعفتهم من واجباتهم. بعد ذلك، وصلت مجموعة من حوالي 100 خبير من موسكو إلى المنطقة للتحقيق في عمليات القتل. أقام مكتب المدعي العام لاتحاد الجمهوريات الاشتراكية السوفياتية إجراءات جنائية، ولكن لم يتم العثور على المجرمين أبدًا، ولم يتم حل القضية. انتقد المدعي العام الأول لأذربيجان، عصمت غايبوف، السلطات السوفيتية لعدم لفتها الانتباه الكافي للأحداث، حيث تم اعتقال أربعة أشخاص فقط بسبب القتل. وفقًا للمدعي العام السابق لفانادزور، غريغوري شاهفيرديان، تم تنظيم الجرائم من قبل مجموعات صغيرة من الشباب الأرمن. صرحت رئيسة اللجنة الوطنية الأذربيجانية لاتحاد هلسنكي الدولي لحقوق الإنسان، أرزو عبدلاييفا، أن الجمهور الأذربيجاني لا يعرف شيئًا عن مذبحة الأذربيجانيين في جوجارك لفترة طويلة بإستثناء الشائعات بسبب التستر.

## إنظر أيضا
• ترحيل الأذربيجانيين من أرمينيا